# Shelby Mustang
Shelby Mustang — високотехнологічний варіант Ford Mustang, що вироблявся Ford з 1965 по 1970 рік. Shelby були серією Ford Mustang, модифіковані компанією Carroll Shelby і продавалися під маркою Shelby GT з логотипами Shelby Cobra. З 1968 року модель стала називатися Shelby 500 або Shelby 350 відповідно. Ford допомагав своїми виробничими потужностями для конкуренції з Corvette (таким же чином підтримуваної Chevrolet). 
У 2007 році, слідом за представленими п'ятим поколінням Ford Mustang, ім'я Shelby було повернуто для нових високопродуктивних версій Mustang. Представлений в двох варіантах — GT500 і GT350. GT350 випускається як з компресорним мотором, так і з атмосферним. Також існує обмежена версія GT350R. Маса Shelby GT500 моделі 2011 року становить приблизно 1735 кг.